# Gunung Senumu
Gunung Senumu är ett berg i Indonesien.   Det ligger i provinsen Aceh, i den västra delen av landet, 1 600 km nordväst om huvudstaden Jakarta. Toppen på Gunung Senumu är 1 867 meter över havet, eller 443 meter över den omgivande terrängen. Bredden vid basen är 5,3 km.
Terrängen runt Gunung Senumu är kuperad åt nordväst, men åt sydost är den bergig.Runt Gunung Senumu är det ganska glesbefolkat, med 26 invånare per kvadratkilometer. I omgivningarna runt Gunung Senumu växer i huvudsak städsegrön lövskog.